# Versols-et-Lapeyre
Versols-et-Lapeyre é uma comuna francesa na região administrativa de Occitânia, no departamento de Aveyron. Estende-se por uma área de 27,95 km². Em 2010 a comuna tinha 431 habitantes (densidade: 15,4 hab./km²).6 hab/km².